# دره ککرک (بامیان)
درهٔ ککرک دره‌ای در بخش مرکزی افغانستان واقع در ولایت بامیان است و در ۱۲۰ کیلومتری غرب ولایت کابل قرار دارد.